# Kazimierz Stepczyński

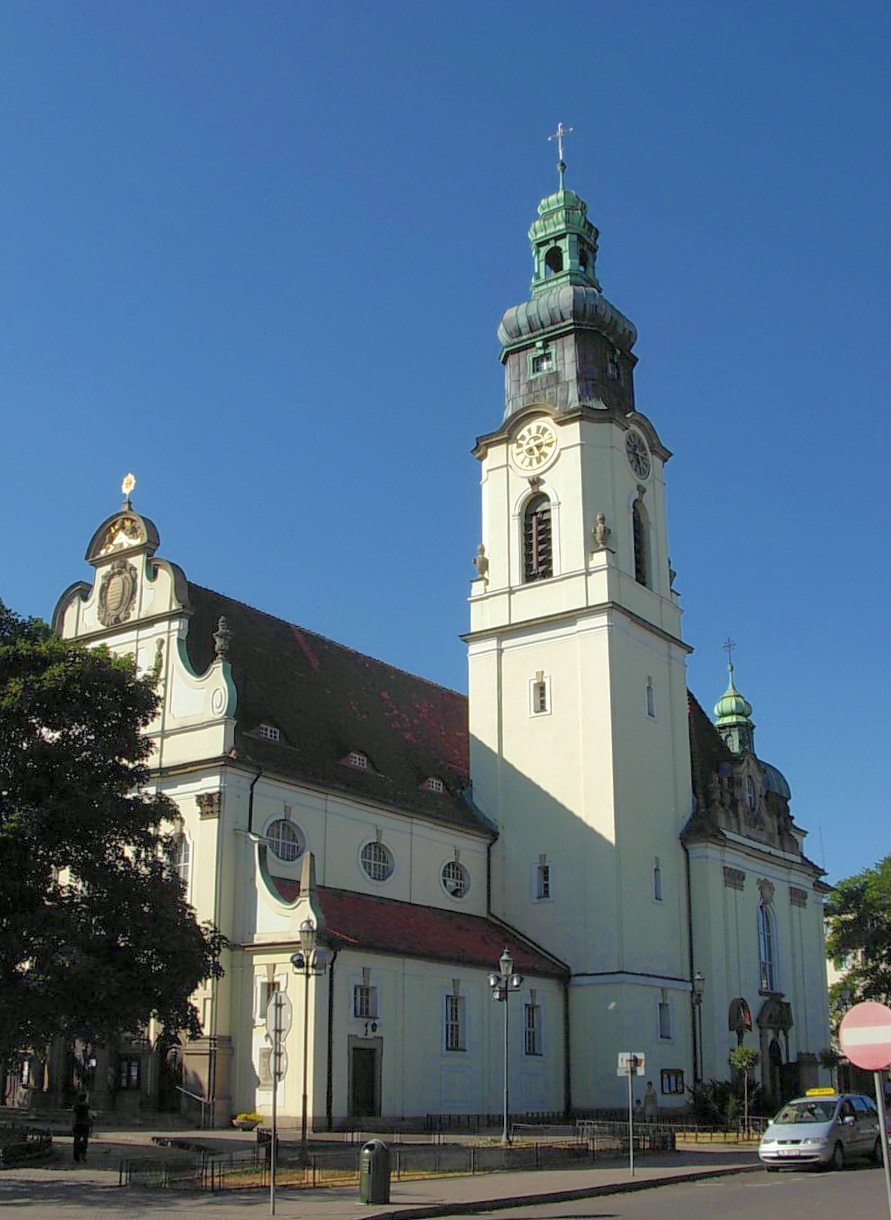
Kościół Najświętszego Serca Pana Jezusa w Bydgoszczy, w którym w latach 1925-1939 pracował ks. Kazimierz Stepczyński

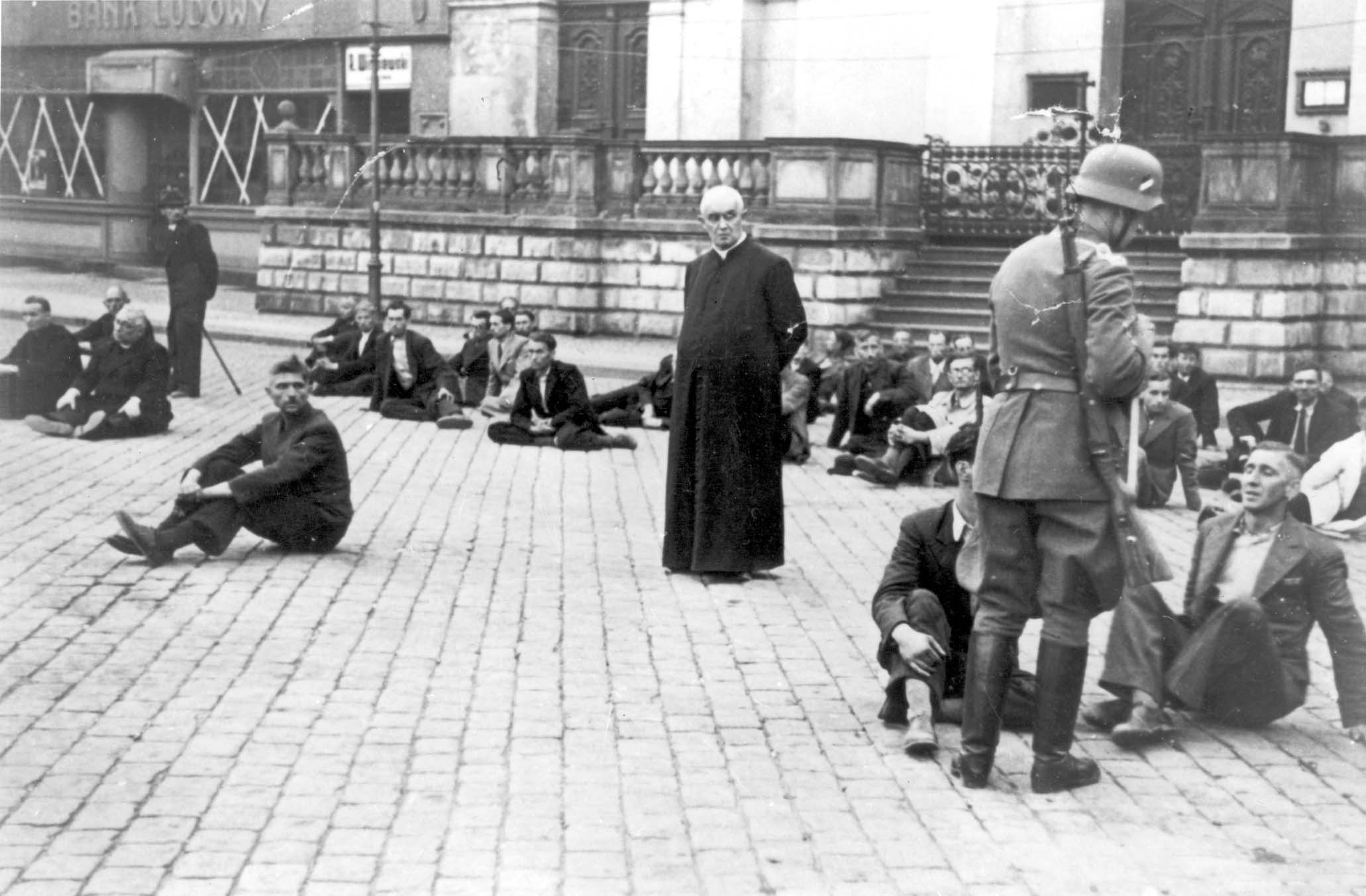
Ks. Kazimierz Stepczyński stojący jako jeden z zakładników na Starym Rynku w Bydgoszczy, 8-9 września 1939

Kazimierz Stepczyński (ur. 4 marca 1881 w Żydowie, zm. 2 listopada 1939 w Bydgoszczy) – ksiądz katolicki, proboszcz w parafii Najświętszego Serca Pana Jezusa w Bydgoszczy (1925-1939), dziekan dekanatu bydgoskiego miejskiego, kanonik.

## Życiorys
Urodził się 4 marca 1881 r. w Żydowie, w Poznańskiem. Był synem Stanisława i Antoniny z Potrzebskich. Po ukończeniu gimnazjum i złożeniu egzaminu dojrzałości, w 1902 r. rozpoczął studia teologiczne w seminarium duchownym w Poznaniu, a później w Gnieźnie. Święcenia kapłańskie przyjął 11 lutego 1906 r. w Gnieźnie.
Pierwszą jego placówką była parafia w Połajewie, w dekanacie obornickim, gdzie był wikariuszem. Od marca 1911 r. był administratorem parafii w Witaszycach w dekanacie jarocińskim, w lipcu tego roku został proboszczem parafii w Śmiglu. W 1912 r. został przeniesiony do Ryczywołu w powiecie obornickim. 30 kwietnia 1918 r. mianowano go prodziekanem, a 1 lipca 1919 r. dziekanem dekanatu obornickiego. W 1925 r. obdarzono go godnością radcy duchownego.

### Posługa w Bydgoszczy
3 września 1925 r. arcybiskup gnieźnieński i poznański powołał go na stanowisko proboszcza dużej parafii Najświętszego Serca Pana Jezusa, położonej w Śródmieściu Bydgoszczy. Uroczysta introdukcja nowego proboszcza odbyła się 13 grudnia 1925 r. Koniecznym stało się w tym czasie zorganizowanie zaplecza materialnego parafii, nieposiadającej wówczas plebanii, cmentarza i organistówki.
W 1929 r. zakupił od Dyrekcji Lasów Państwowych 9 ha gruntów na obrzeżu Bydgoszczy z przeznaczeniem na cmentarz parafialny (obecnie Cmentarz katolicki Najświętszego Serca Jezusa w Bydgoszczy przy ul. Ludwikowo 2), natomiast w 1933 r. zakupił dom przy ulicy Matejki 1, w którym mieszkania otrzymali księża pracujący w parafii (dom do dziś pełni funkcję plebanii parafialnej). Oprócz tych dwóch przedsięwzięć zadbał o wystrój kaplicy św. Teresy w kościele parafialnym, a w głównym ołtarzu umieścił nowy obraz Serca Jezusa, pędzla bydgoskiego artysty-malarza Mariana Faczyńskiego. W 1938 r. na cmentarzu parafialnym oddał także do użytku dom dla dozorcy.
Obok pracy jako proboszcz parafii, zastępował również chorującego księdza dziekana Tadeusza Skarbek-Malczewskiego na stanowisku proboszcza parafii farnej. 28 grudnia 1929 r. został mianowany dziekanem dekanatu bydgoskiego miejskiego, a w 1932 r. otrzymał godność kanonika honorowego Kapituły Metropolitalnej w Gnieźnie.
Obowiązki duszpasterskie łączył z rozlicznymi dodatkowymi obowiązkami. Od października 1928 r. był wizytatorem nauki religii w szkołach powszechnych dekanatu bydgoskiego oraz delegatem arcybiskupa przy egzaminach maturalnych w Seminarium Nauczycielskim w Bydgoszczy. W 1930 r. kardynał August Hlond mianował go sędzią prosynodalnym Metropolitalnego Sądu Duchownego w Gnieźnie (z tej funkcji zrezygnował w 1933 r.) Od 1916 r. czynny był również w Poznańskim Towarzystwie Przyjaciół Nauk.

### Losy we wrześniu 1939 r.
Po zajęciu Bydgoszczy przez Niemców, został 8 września 1939 r. aresztowany i więziony w koszarach 15 Pułku Artylerii Lekkiej przy ulicy Gdańskiej. Nie szczędzono mu szykan i tortur fizycznych i psychicznych. W nocy z 30 października na 1 listopada lub 2 na 3 listopada 1939 r. został wraz ze współwięźniami wywieziony w nieznanym kierunku w okolicach Bydgoszczy, gdzie został rozstrzelany. Do dziś nie jest znane miejsce jego spoczynku.